# Micythus
Micythus is een geslacht van spinnen uit de familie bodemjachtspinnen (Gnaphosidae).

## Soorten
De volgende soorten zijn bij het geslacht ingedeeld:
- Micythus anopsis Deeleman-Reinhold, 2001
- Micythus pictus Thorell, 1897
- Micythus rangunensis (Thorell, 1895)